# Кіска-Єлга (Буздяцький район)
Кіска́-Єлга́ (рос. Киска-Елга, башк. Ҡыҫҡайылға) — село у складі Буздяцького району Башкортостану, Росія. Входить до складу Уртакульської сільської ради.
Населення — 509 осіб (2010; 495 у 2002).
Національний склад:
- башкири — 57 %
- татари — 41 %